# Прокопьевка (сельское поселение)
Прокопьевка — административно-территориальная единица (административная территория село Прокопьевка с подчинённой ему территорией) и муниципальное образование (сельское поселение с полным официальным наименованием муниципальное образование сельского поселения «Прокопьевка») в составе Прилузского района Республики Коми Российской Федерации.
Административный центр — село Прокопьевка.

## История
Статус и границы административной территории установлены Законом Республики Коми от 6 марта 2006 года № 13-РЗ «Об административно-территориальном устройстве Республики Коми».
Статус и границы сельского поселения установлены Законом Республики Коми от 5 марта 2005 года № 11-РЗ «О территориальной организации местного самоуправления в Республике Коми».

## Население
| 2010 | 2011 | 2012 | 2013 | 2014 | 2015 | 2016 |
| ---- | ---- | ---- | ---- | ---- | ---- | ---- |
| 228  | ↘225 | ↘210 | ↘188 | ↘180 | ↘174 | ↘155 |
| 2017 | 2018 | 2019 | 2020 | 2021 |      |      |
| ↘145 | ↘137 | ↘129 | ↘122 | ↗131 |      |      |

## Состав
Состав административной территории и сельского поселения:
| № | Населённый пункт | Тип населённого пункта       | Население |
| - | ---------------- | ---------------------------- | --------- |
| 1 | Вавиловка        | деревня                      | 5         |
| 2 | Ивановка         | деревня                      | 29        |
| 3 | Прокопьевка      | село, административный центр | 194       |